# Mosquée de Fittja
La mosquée de Fittja est un sanctuaire islamique situé dans la ville de Fittja, dans la périphérie de Stockholm, la capitale de la Suède. 
Cet édifice de style néo-ottoman est le lieu de culte de la communauté musulmane turque. Il se compose d'une salle de prière couverte d'une coupole surbaissée et de trois dômes de moindre dimension. Un unique minaret s'élève en façade. 
La mosquée doit sa création à l'association islamique turque de la ville, laquelle gère toujours le sanctuaire.

## Premier appel à la prière de Suède
En février 2013, l'association culturelle islamique de Botkyrka a fait une demande à la police afin de pouvoir lancer des appels à la prière depuis la mosquée. Selon l'association islamique, il s'agira d'un court appel à la prière de 2 à 3 minutes par semaine, au lieu des 5 appels quotidiens dans les pays musulmans. En avril 2013, les autorités policières ont donné une autorisation provisoire, valable jusqu'au 20 mars 2014.
Le 26 avril 2013, le premier appel à la prière de Suède est lancé depuis son minaret.